# Notre-Dame du Val des Nymphes

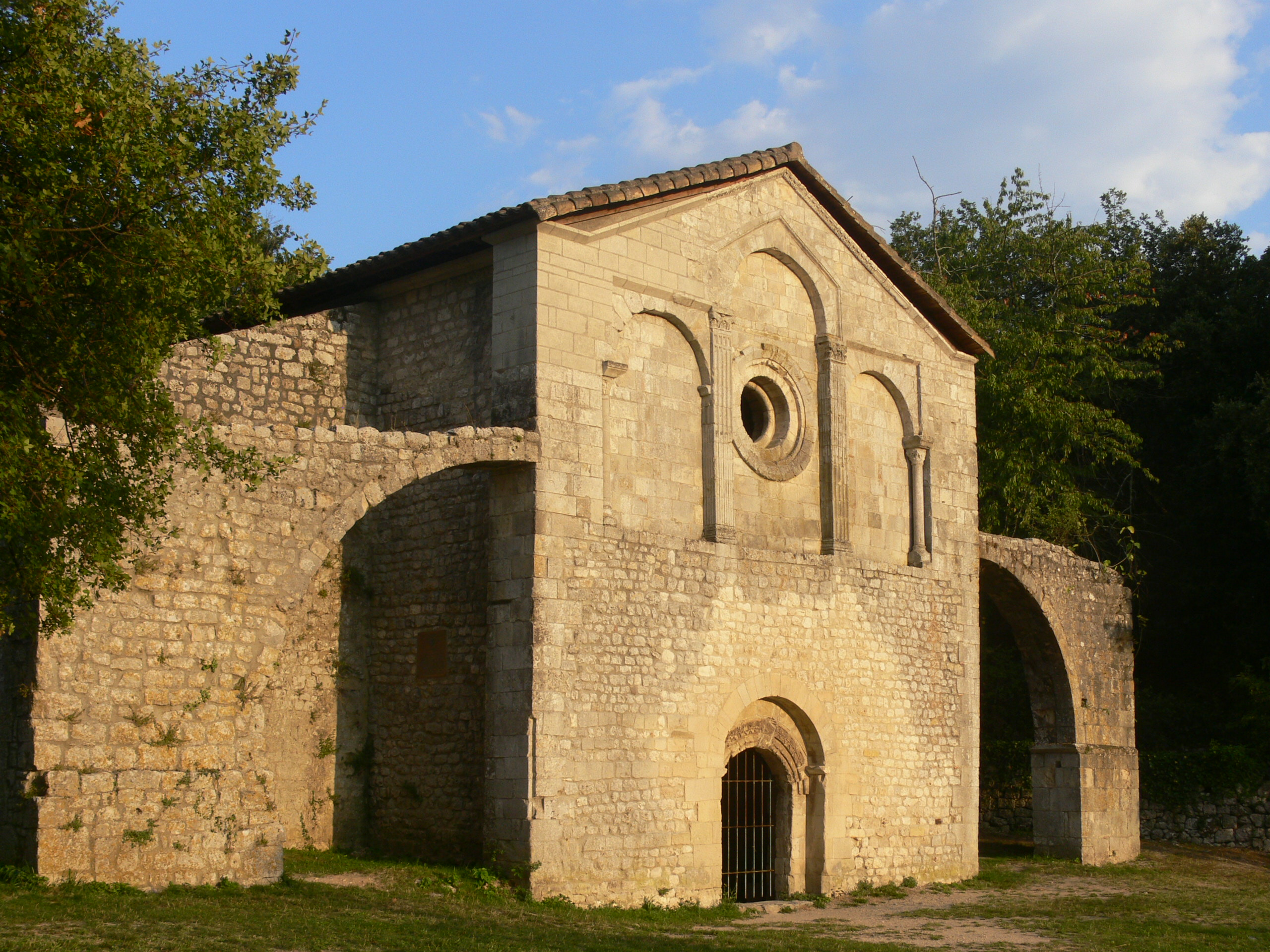
Westfassade von Notre-Dame

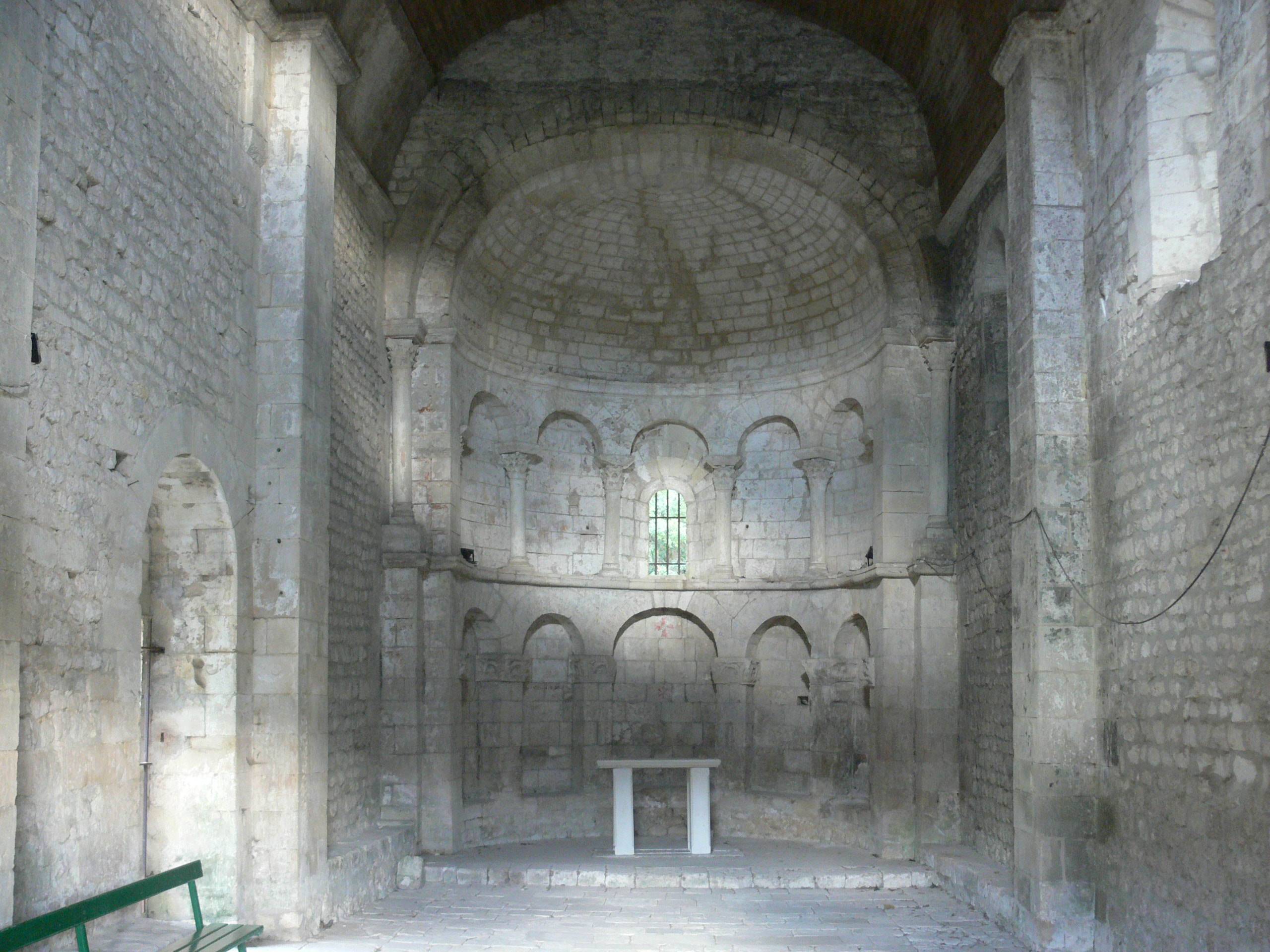
Blick zum Chor

Die katholische Kapelle Notre-Dame in La Garde-Adhémar, einer französischen Gemeinde im Département Drôme in der Region Auvergne-Rhône-Alpes, wurde in der zweiten Hälfte des 12. Jahrhunderts errichtet. Die Kapelle ist seit 1889 ein geschütztes Baudenkmal (Monument historique).

## Lage
Die der Muttergottes geweihte Kapelle liegt zwei Kilometer östlich von La Garde-Adhémar an der D 572 im Val des Nymphes (dt. Tal der Nymphen), wo bereits zu römischer Zeit ein Heiligtum stand.

## Geschichte
Notre-Dame wurde 1059 erstmals als Priorat der Benediktinerabtei in Tournus erwähnt. Nachdem das Tonnengewölbe bereits in den 1980er Jahren eingebrochen war, wurde die Kapelle in den letzten Jahren umfassend restauriert.

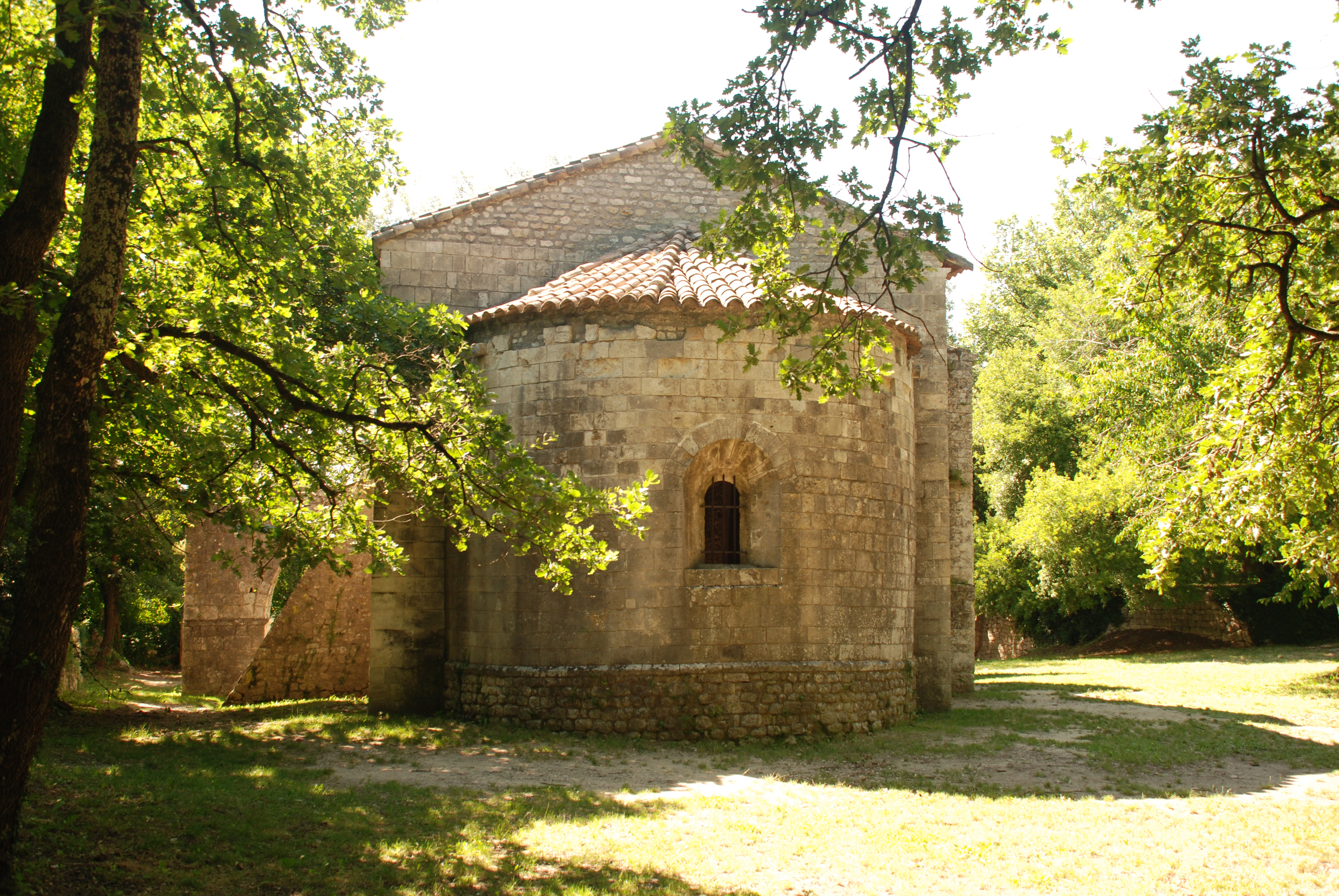
Chorapsis

## Architektur
Die Westfassade der einschiffigen Kapelle besteht aus kleinformatigem Bruchstein und ist völlig schmucklos. Besonders bemerkenswert ist die Gliederung der Apsis. Ihre Bogenstellungen im unteren Teil ruhen auf starken Pfeilern, darüber stehen schlanke Säulen mit korinthischen Kapitellen.